# Arthur Freed

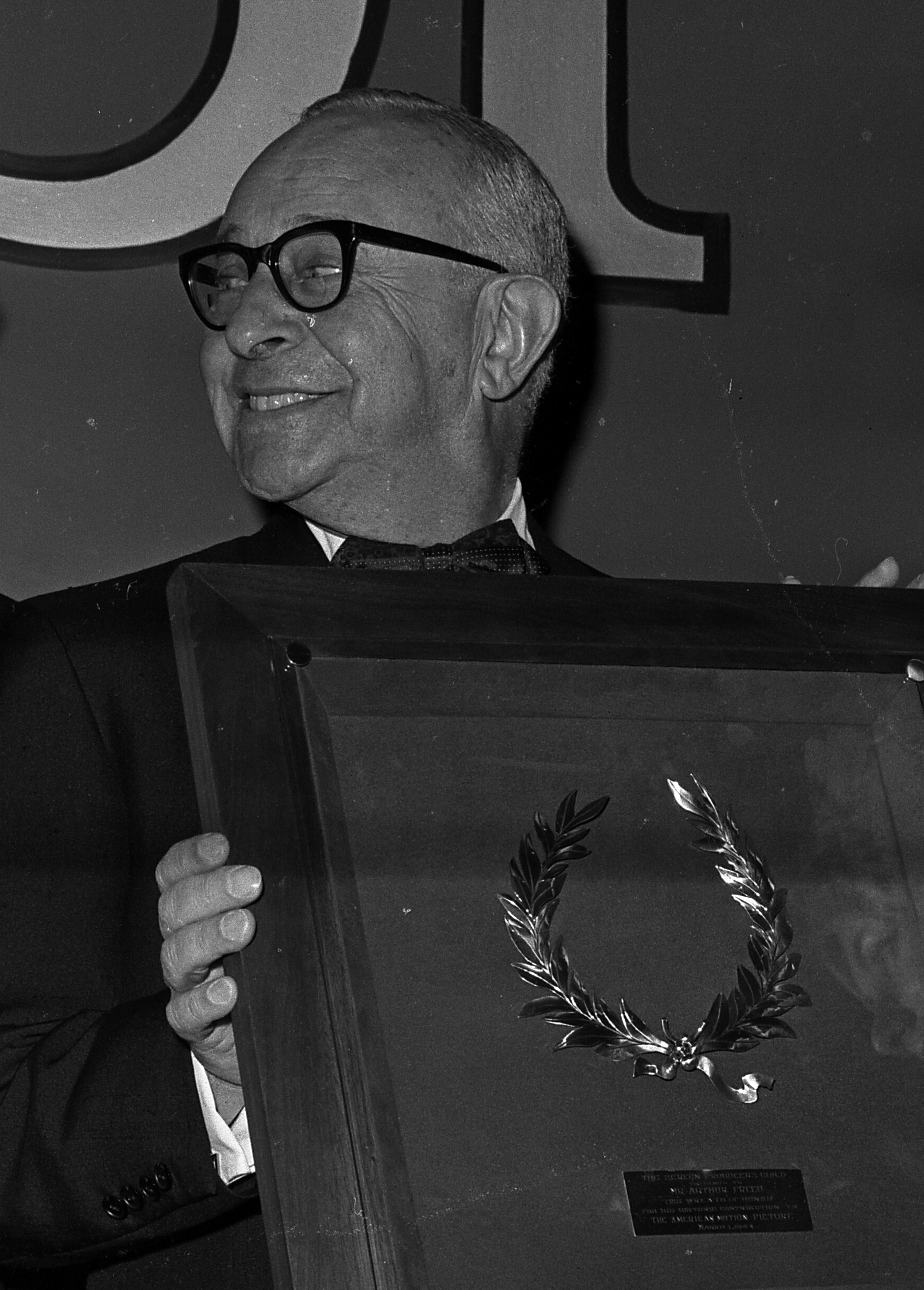
Arthur Freed

Arthur Freed (Charleston (South Carolina), 9 september 1894 – Los Angeles, 12 april 1973) was een Amerikaanse schrijver van liedteksten en producent van films. Hij werd met name bekend door zijn werk als producent voor de filmstudio Metro-Goldwyn-Mayer (MGM). Tussen 1939 en 1960 produceerde Freed samen met een talentvolle groep medewerkers (The Freed Unit) bijna vijftig muziekfilms voor MGM. Onder deze films waren klassiekers als On the Town, Singin' in the Rain en An American in Paris.

## Liedjesschrijver (1920–1939)
Freed werd in 1884 als Arthur Grossman geboren in Charleston, South Carolina. Hij groeide op in Seattle en verhuisde later naar Chicago waar hij werk vond als pianist en ook liedjes plugde voor een grote muziekuitgeverij. Hij werkte samen met de toen nog onbekende Marx Brothers in het vaudevilletheater en schreef liedjes en andere teksten voor de broers. Al snel lokte Hollywood en eind jaren twintig van de twintigste eeuw werd hij ingehuurd door MGM om liedjes te schrijven voor hun films. Veel van zijn teksten werden op muziek gezet door Nacio Herb Brown. Samen met Brown schreef Freed liedjes als Broadway Melody, The Wedding of the Painted Doll, Singin' in the Rain en Pagan Love Song.

## The Freed Unit (1939–1959)
In 1939 kreeg hij het aanbod om mede-producent te worden van de grote MGM-musical The Wizard of Oz met de Judy Garland in de hoofdrol. De film was een gigantisch succes en Freed kreeg promotie. Hij werd hoofd van een aparte musicaleenheid binnen de productieafdeling van MGM. Deze zogenaamde Freed Unit was een broedplaats van talent door Freed bijeengebracht om filmmusicals te maken. Onder zijn leiding werden filmmusicals niet langer gezien als verfilmingen van oude Broadwayrevues met liedjes en dansjes, maar als films waarin de liedjes en choreografie werden opgenomen als onderdeel van het verhaal. The Freed Unit omvatte regisseurs en choreografen als Stanley Donen, Vincente Minnelli en Charles Walters, tekstdichters als Betty Comden en Adolph Green, Roger Edens, Kay Thompson, en componisten en arrangeurs als Conrad Salinger, Johnny Green, en Lennie Hayton. Freed, die altijd moeite had om de ideeën van zijn mensen te visualiseren, liet zijn medewerkers de vrije hand en stond altijd achter ze. Deze werkwijze was ongehoord in de jaren veertig van de twintigste eeuw. Betty Comden en Adolph Green die hun baas voortdurend hoorden roepen: "I don't know, I can't visualize it," (ik weet het niet, ik zie het allemaal niet voor me) als ze hem een idee voorlegden, maakten een parodie van Freed in de film Singin' in the Rain. Als Don Lockwood aan producent Simpson een liedjessequens uitlegt, zegt deze ook, "I don't know, I can't visualize it,". Freed was altijd bereid om de grenzen op te rekken. Toen Gene Kelly in de film An American in Paris een ballet wilde van vijftien minuten, gaf Freed het groene licht. Ook gaf hij het beroemde duo Alan Jay Lerner en Frederick Loewe de vrije hand bij het schrijven van de film Gigi. Veel acteurs danken hun filmcarrière aan Freed. Niet alleen Gene Kelly, maar ook Frank Sinatra, Red Skelton, Lena Horne, Jane Powell, Esther Williams, Kathryn Grayson, Howard Keel, Cyd Charisse, Ann Miller, en Vera-Ellen werden beroemd door zijn filmmusicals.

## Freed en de Academy (1960–1973)
Freed produceerde tussen 1939 en 1959 bijna vijftig films met hoogtepunten als Easter Parade (1948), On the Town (1949), An American in Paris (1951), Singin' in the Rain (1952) en The Band Wagon (1953). Tegen 1956 begon echter de filmmusical terrein te verliezen. Dore Schary werd hoofd productie van MGM en het was bekend dat hij geen liefhebber was van musicals. Na de flop van It's Always Fair Weather in 1955 maakte Freed nog maar enkele films, waarvan Silk Stockings en Gigi bescheiden hits waren. Zijn laatste film produceerde hij in 1962, The Light in the Piazza. Hij trok zich terug uit de productiewereld en in 1963 werd hij gekozen tot voorzitter van de Academy of Motion Picture Arts and Sciences. Hij kon echter zijn gevoel voor show en glitter niet onderdrukken en al snel bemoeide hij zich met de show rond de jaarlijkse uitreiking van de Academy Awards. In 1967 gaf hij het voorzitterschap op, maar bleef actief. Hij wilde nog altijd een film maken over componist Irving Berlin onder de titel, Say It with Music, maar kreeg het niet voor elkaar. In 1970 stapte hij uit onvrede hierover op bij MGM. Hij overleed drie jaar later in Los Angeles op 12 april 1973.

## Onderscheidingen
- Academy Award voor Beste film (An American in Paris)
- Academy Award voor Beste film (Gigi)
- Ere-Academy Award in 1951 voor zijn oeuvre.

## Filmografie
- The Wizard of Oz (1939)
- Babes in Arms (1939)
- Strike Up the Band (1940)
- Little Nellie Kelly (1940)
- Lady Be Good (1941)
- Babes on Broadway (1941)
- Panama Hattie (1942)
- For Me and My Gal (1942)
- Cabin in the Sky (1943)
- Best Foot Forward (1943)
- Du Barry Was a Lady (1943)
- Girl Crazy (1943)
- Meet the People (1944)
- Meet Me in St. Louis (1944)
- The Clock (1945)
- Yolanda and the Thief (1945)
- The Harvey Girls (1946)
- Ziegfeld Follies (1946)
- Till the Clouds Roll By (1946)
- Good News (1947)
- Summer Holiday (1948)
- The Pirate (1948)
- Easter Parade (1948)
- Words and Music (1948)
- Take Me Out to the Ball Game (1949)
- The Barkleys of Broadway (1949)
- Any Number Can Play (1949)
- On the Town (1949)
- Annie Get Your Gun (1950)
- Crisis (1950)
- Pagan Love Song (1950)
- Royal Wedding (1951)
- Show Boat (1951)
- An American in Paris (1951)
- The Belle of New York (1952)
- Singin' in the Rain (1952)
- The Band Wagon (1953)
- Brigadoon (1954)
- It's Always Fair Weather (1955)
- Kismet (1955)
- Invitation to the Dance (1956)
- Silk Stockings (1957)
- Gigi (1958)
- Bells Are Ringing (1960)
- The Subterraneans (1960)
- The Light in the Piazza (1962)

- Bibsys: 4098769
- Biblioteca Nacional de España: XX850873
- Bibliothèque nationale de France: cb13939239h (data)
- Gemeinsame Normdatei: 124876900
- International Standard Name Identifier: 0000 0001 1688 6801
- Library of Congress Control Number: n84163297
- Nationale Bibliotheek van Letland: 000079816
- MusicBrainz: 80cb9ce6-e1c7-4211-91fa-36cedde0ce66
- Bibliotheek van het Japanse parlement: 001174230
- Nationale Bibliotheek van Tsjechië: mzk2004219800
- Nationale Bibliotheek van Israël: 987007457512105171
- Nederlandse Thesaurus van Auteursnamen: 070414572
- Istituto Centrale per il Catalogo Unico: UBOV640609
- SNAC: w6d51fg9
- Système universitaire de documentation: 029333954
- Virtual International Authority File: 94212060
- WorldCat: E39PBJrgK8XGGhtCHhWppt69Xd